# 참모장 (돌격대)
참모장(독일어: Stabschef)은 국가사회주의 독일 노동자당(이하 나치당)의 준군사조직 돌격대의 최고 계급이다. 독일 육군 상급대장이나 미육군 대장, 즉 4성장군과 동렬이다.
돌격대 참모장 직위는 1929년 처음 만들어졌는데, 이때는 아직 계급은 아니었다. 참모장은 돌격대 최상급지도자(Oberste SA-Führer)를 보좌하여 빠르게 불어나는 돌격대 조직을 관리하는 일을 했다. 1928년에서 1930년 사이 프란츠 페퍼 폰 잘로몬이 돌격대 최상급지도자를 맡고 그 아래에서 오토 바게너가 참모장을 지냈다. 이후 돌격대 최상급지도자 자리는 아돌프 히틀러의 손에 넘어갔다가, 1931년 1월 에른스트 룀이 물려받는다.
실제 계급으로서의 "참모장"은 1933년 히틀러가 수상이 되고 나서 룀이 스스로 만들었다. 히틀러가 돌격대 최상급지도자이기는 했으나, 매일매일의 사무는 참모장의 몫이었고, 참모장이 돌격대의 사실상 최고 지휘자가 되게 되었다.

## 역대 참모장
- 에른스트 룀(1931년–1934년): 숙청됨
- 픽토어 루체(1934년–1943년): 사고사
- 빌헬름 셰프만(1943년–1945년): 나치 독일이 망하면서 친위대 조직 폐지

## 참고 자료
- Campbell, Bruce (1998). 《The SA Generals and The Rise of Nazism》. The University Press of Kentucky. ISBN 978-0813120478.
- McNab, Chris (2009). 《The Third Reich》. Amber Books Ltd. ISBN 978-1-906626-51-8.